# Emma Fuhrmann
 (avril 2020).
Si vous disposez d'ouvrages ou d'articles de référence ou si vous connaissez des sites web de qualité traitant du thème abordé ici, merci de compléter l'article en donnant les références utiles à sa vérifiabilité et en les liant à la section « Notes et références ».
Pour les articles homonymes, voir Fuhrmann.
Emma Fuhrmann est une actrice américaine, née le 15 septembre 2001 notamment connue pour avoir tenu le rôle de Finnegan O'Neil dans Un été magique (2012) et Espn Friedman dans Famille recomposée (2014).

## Biographie
Née à Dallas, au Texas, Fuhrmann soutient l'Alzheimer's Association. Elle travaille également avec des patients atteints de cancer au Cook Children's Hospital de Fort Worth, au Texas, et est une fervente partisane de The Gentle Barn, un sanctuaire californien pour les animaux maltraités, ainsi que de The Humane Society of The United States. Elle soutient également les familles des militaires américains grâce à la Boot Campaign.
Par ailleurs, elle s'est associée à Flower Beauty de Drew Barrymore en juillet 2013 pour promouvoir sa propre ligne de maquillage pour le groupe démographique des adolescents. Elle se considère aussi comme très athlétique, avouant lors de plusieurs interviews en 2013 qu'elle appartenait à une équipe de natation et qu'elle skiait.
Elle n'a aucun lien de parenté avec l'actrice Isabelle Fuhrman qui a incarné Esther dans le film du même nom.

## Carrière
Elle donne la réplique à l'acteur Morgan Freeman dans le film Un été magique de Rob Reiner en 2012 puis joue la fille du personnage interprété par Adam Sandler dans Famille recomposée. En 2015, elle se retrouve aux côtés de Josh Duhamel et Lynn Collins dans le film Lost in the Sun. 

## Filmographie

### Cinéma
- 2009 : The Fandango Sisters: Lil' Tiffany
- 2010 : Emma's Wish (court métrage): une danseuse
- 2011 : Raspberry Jam (court métrage): Payton McMurphy
- 2012 : Are We Listening? (court métrage) : Ashley
- 2012 : Un été magique : Finnegan O'Neil
- 2014 : Famille recomposée : Espn Friedman
- 2015 : Lost in the Sun : Rose
- 2017 : Les mauvais choix de ma fille : Regan Lindstrom
- 2019 : Avengers Endgame : Cassandra "Cassie" Lang
- 2020 : Sky West and Crooked (court métrage): Candace
- 2020 : Deadly Cyber Bully : Beatrice Kirk

### Télévision

#### Séries télévisées
- 2010 : Chase : Sissy Peele
- 2010 : Bailey et Stark : une jeune officière
- 2011 : Suspect numéro un New York : Amanda Patterson
- 2012 : WFAA Good Morning Texas : Elle-même
- 2014 : Home and Family : Elle-même
- 2018 : Chicago Fire : Erica Ballard
- 2020 : Station 19 : Rachel Morewall

#### Téléfilms
- 2017 : Le mauvais choix de ma fille (Girl followed) de Melissa Cassera : Regan

## Récompenses et nominations
- 2015: Young Artist Awards : (récompensée) meilleure performance dans un long métrage - distribution d'ensemble pour Famille recomposée[2].
- 2015: Young Artist Awards : (nommée) meilleure performance dans un long métrage - meilleure actrice dans un second rôle pour Famille recomposée[2].